# 삿포로 라멘

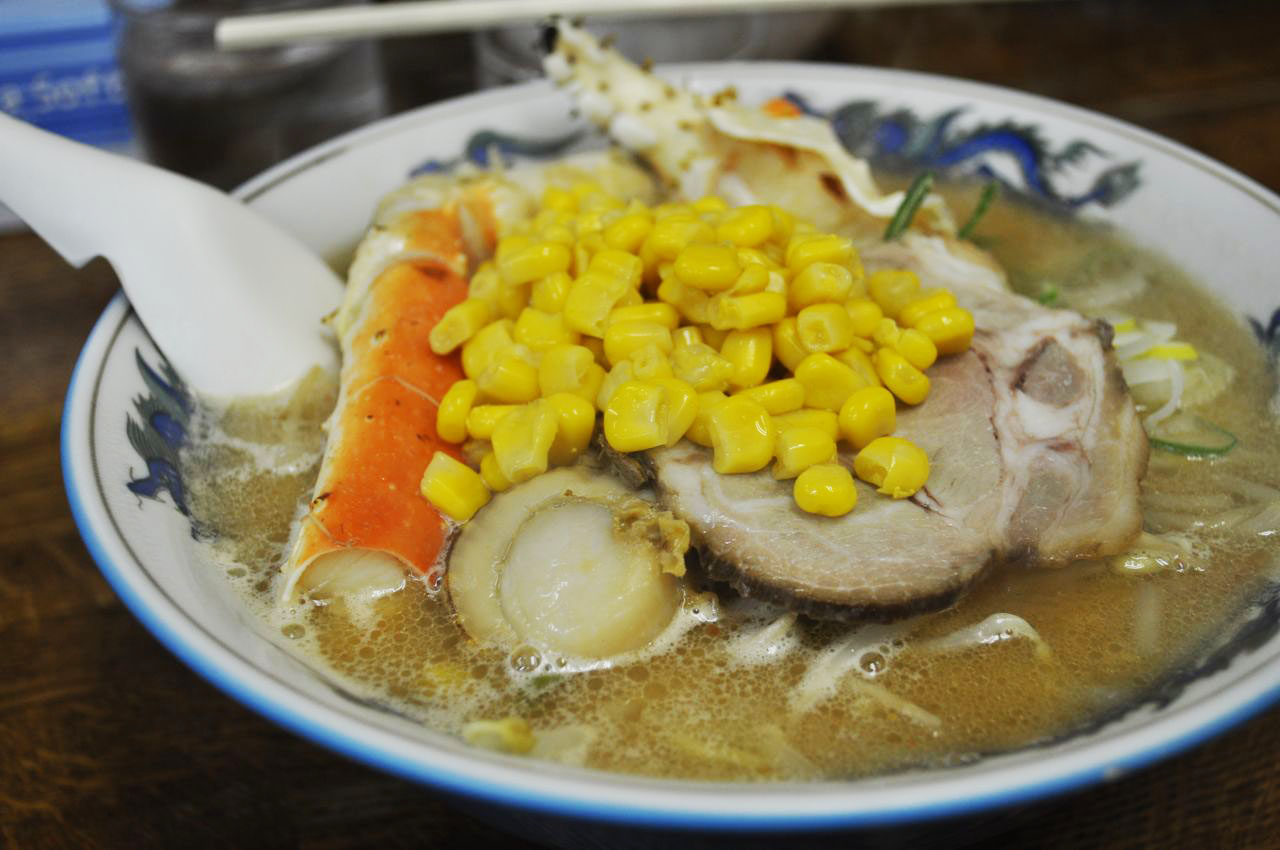
삿포로 미소라멘

삿포로 라멘(일본어: 札幌ラーメン)은 홋카이도 삿포로에서 생겨난 라멘을 가리키는 통칭이다.
삿포로 라멘의 시초는 중화요리 식당인 다케카 식당(竹家食堂)이 1922년에 판매를 시작한 "육사면"(肉絲麺, ロゥスーミェン)이다.